# Campeonato da Europa de Atletismo de 2010 - 100 m com barreiras feminino
A prova dos 100 metros com barreiras feminino do Campeonato da Europa de Atletismo de 2010 foi disputada entre os dias 30 e 31 de julho de 2010 no Lluís Companys em Barcelona,  na Espanha. 

## Recordes
Antes desta competição, os recordes mundiais e do campeonato nesta prova eram os seguintes:
|                       | Nome             | Nacionalidade | Tempo | Local        | Data                 |
| --------------------- | ---------------- | ------------- | ----- | ------------ | -------------------- |
| Recorde mundial       | Yordanka Donkova | Bulgária      | 12s21 | Stara Zagora | 20 de agosto de 1988 |
| Recorde do campeonato | Yordanka Donkova | Bulgária      | 12s38 | Estugarda    | 29 de agosto de 1986 |
| Recorde europeu       | Yordanka Donkova | Bulgária      | 12s21 | Stara Zagora | 20 de agosto de 1988 |

## Medalhistas
| Ouro              | Prata                 | Bronze              |
| Nevin Yanıt (TUR) | Derval O'Rourke (IRL) | Carolin Nytra (GER) |

## Cronograma
Todos os horários são locais (UTC+2).
| Data        | Hora  | Evento    |
| ----------- | ----- | --------- |
| 30 de julho | 10:00 | Bateria   |
| 31 de julho | 19:05 | Semifinal |
| 31 de julho | 20:25 | Final     |

## Resultados

### Bateria
Qualificação: 3 atletas de cada bateria  (Q) mais os  4 melhores qualificados (q). 
Bateria 1
| Posição | Raia | Atleta            | Nacionalidade | Tempo | Notas |
| ------- | ---- | ----------------- | ------------- | ----- | ----- |
| 1       | 3    | Nevin Yanıt       | Turquia       | 12.89 | Q     |
| 2       | 8    | Alina Talai       | Bielorrússia  | 13.17 | Q     |
| 3       | 7    | Nadine Hildebrand | Alemanha      | 13.25 | Q     |
| 4       | 2    | Anne Zagré        | Bélgica       | 13.31 |       |
| 5       | 6    | Irina Lenskiy     | Israel        | 13.41 |       |
| 6       | 4    | Marzia Caravelli  | Itália        | 13.50 |       |
| 7       | 5    | Jelena Jotanović  | Sérvia        | 13.77 |       |

Bateria 2
| Posição | Raia | Atleta             | Nacionalidade | Tempo | Notas |
| ------- | ---- | ------------------ | ------------- | ----- | ----- |
| 1       | 2    | Yevheniya Snihur   | Ucrânia       | 12.90 | Q     |
| 2       | 6    | Lisa Urech         | Suíça         | 13.03 | Q     |
| 3       | 3    | Joanna Kocielnik   | Polónia       | 13.25 | Q     |
| 4       | 5    | Eline Berings      | Bélgica       | 13.27 |       |
| 5       | 4    | Marina Tomič       | Eslovênia     | 13.28 |       |
| 6       | 7    | Miriam Cupáková    | Eslováquia    | 13.35 |       |
| 7       | 8    | Dimitra Arachoviti | Chipre        | 13.61 |       |

Bateria 3
| Posição | Raia | Atleta              | Nacionalidade | Tempo | Notas           |
| ------- | ---- | ------------------- | ------------- | ----- | --------------- |
| 1       | 7    | Derval O'Rourke     | Irlanda       | 12.88 | Q,              |
| 2       | 3    | Carolin Nytra       | Alemanha      | 12.89 | Q               |
| 3       | 4    | Olga Samylova       | Rússia        | 13.06 | Q,              |
| 4       | 2    | Lucie Škrobáková    | Chéquia       | 13.15 | q               |
| 5       | 8    | Victoria Schreibeis | Áustria       | 13.23 | q               |
| 6       | 5    | Ana Torrijos        | Espanha       | 13.33 | Recorde pessoal |
| 7       | 6    | Clélia Reuse        | Suíça         | 13.73 |                 |

Bateria 4
| Posição | Raia | Atleta                 | Nacionalidade | Tempo | Notas |
| ------- | ---- | ---------------------- | ------------- | ----- | ----- |
| 1       | 3    | Christina Vukicevic    | Noruega       | 12.83 | Q,    |
| 2       | 4    | Tatyana Dektyareva     | Rússia        | 12.86 | Q     |
| 3       | 2    | Elisabeth Davin        | Bélgica       | 13.12 | Q,    |
| 4       | 8    | Cindy Roleder          | Alemanha      | 13.19 | q     |
| 5       | 6    | Katsiaryna Paplauskaya | Bielorrússia  | 13.19 | q     |
| 6       | 7    | Sonata Tamošaitytė     | Lituânia      | 13.31 |       |
| -       | 5    | Beate Schrott          | Áustria       |       | DSQ   |

### Semifinal
Qualificação: 3 atletas de cada bateria  (Q) mais os  2 melhores qualificados (q). 
Semifinal 1
| Posição | Raia | Atleta                 | Nacionalidade | Reação          | Tempo | Notas                |
| ------- | ---- | ---------------------- | ------------- | --------------- | ----- | -------------------- |
| 1       | 4    | Nevin Yanıt            | Turquia       | 0.179           | 12.71 | Q,                   |
| 2       | 5    | Carolin Nytra          | Alemanha      | 0.184           | 12.75 | Q                    |
| 3       | 6    | Derval O'Rourke        | Irlanda       | 0.176           | 12.75 | Q,                   |
| 4       | 3    | Lisa Urech             | Suíça         | 0.171           | 12.95 | q                    |
| 5       | 7    | Joanna Kocielnik       | Polónia       | 0.160           | 13.06 |                      |
| 6       | 8    | Olga Samylova          | Rússia        | 0.187           | 13.08 |                      |
| 7       | 1    | Katsiaryna Paplauskaya | Bielorrússia  | 0.179           | 13.14 | Recorde da temporada |
| —       | 2    | Cindy Roleder          | Alemanha      | 0.188           |       | DSQ                  |
|         |      |                        |               | Vento: −0.4 m/s |       |                      |

Semifinal 2
| Posição | Raia | Atleta              | Nacionalidade | Reação          | Tempo | Notas |
| ------- | ---- | ------------------- | ------------- | --------------- | ----- | ----- |
| 1       | 3    | Tatyana Dektyareva  | Rússia        | 0.209           | 12.81 | Q     |
| 2       | 4    | Christina Vukicevic | Noruega       | 0.173           | 12.85 | Q     |
| 3       | 6    | Yevheniya Snihur    | Ucrânia       | 0.167           | 12.88 | Q     |
| 4       | 8    | Nadine Hildebrand   | Alemanha      | 0.185           | 12.96 | q,    |
| 5       | 2    | Lucie Škrobáková    | Chéquia       | 0.163           | 13.10 |       |
| 6       | 7    | Elisabeth Davin     | Bélgica       | 0.161           | 13.15 |       |
| 7       | 1    | Victoria Schreibeis | Áustria       | 0.206           | 13.41 |       |
| —       | 5    | Alina Talay         | Bielorrússia  | 0.202           |       | DSQ   |
|         |      |                     |               | Vento: −1.9 m/s |       |       |

### Final

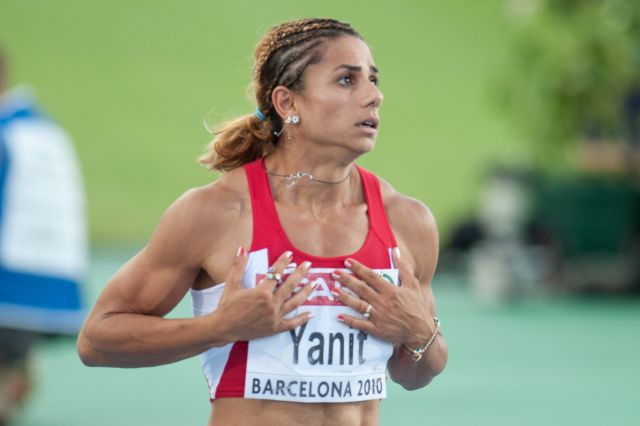
Yanıt quebrou o recorde turco a caminho de sua vitória.

| Posição           | Raia | Atleta              | Nacionalidade | Reação | Tempo | Notas                |
| ----------------- | ---- | ------------------- | ------------- | ------ | ----- | -------------------- |
| Medalha de ouro   | 3    | Nevin Yanıt         | Turquia       | 0.184  | 12.63 | Recorde nacional     |
| Medalha de prata  | 7    | Derval O'Rourke     | Irlanda       | 0.172  | 12.65 | Recorde nacional     |
| Medalha de bronze | 6    | Carolin Nytra       | Alemanha      | 0.177  | 12.68 |                      |
| 4                 | 5    | Christina Vukicevic | Noruega       | 0.157  | 12.78 | Recorde da temporada |
| 5                 | 8    | Yevheniya Snihur    | Ucrânia       | 0.151  | 12.92 |                      |
| 6                 | 4    | Tatyana Dektyareva  | Rússia        | 0.185  | 12.98 |                      |
| 7                 | 2    | Lisa Urech          | Suíça         | 0.170  | 13.02 |                      |
| 8                 | 1    | Nadine Hildebrand   | Alemanha      | 0.191  | 13.08 |                      |

Legenda
| Recorde mundial       | Recorde mundial (World record)               |                       | Recorde africano                      | Recorde africano (African) |                                           | Q | Classificado por posição (Qualified) |
| Recorde do campeonato | Recorde do campeonato (Championship record)  | Recorde da América    | Recorde da América (Americas)         | q                          | Classificado por melhor tempo (Qualified) |   |                                      |
| Melhor marca do ano   | Melhor marca do ano (World leading)          | Recorde asiático      | Recorde asiático (Asian)              | DNS                        | Não largou (Did not start)                |   |                                      |
| Recorde nacional      | Recorde nacional (National record)           | Recorde europeu       | Recorde europeu (European)            | DNF                        | Não terminou (Did not finish)             |   |                                      |
| Recorde pessoal       | Recorde pessoal do atleta (Personal best)    | Recorde da Oceania    | Recorde da Oceania (Oceania)          | DSQ / DQ                   | Desclassificado (Disqualified)            |   |                                      |
| Recorde da temporada  | Recorde da temporada do atleta (Season best) | Recorde sul-americano | Recorde sul-americano (South America) | NM                         | Sem marca (No mark)                       |   |                                      |